# بي إن سبورتس
بي إن سبورتس  (بالإنجليزية: beIN SPORTS)‏ (بالعربية: كن في الرياضة) هي شبكة عالمية من القنوات الرياضية المشفرة التابعة لشبكة بي إن الترفيهية (بالإنجليزية: beIN Network)‏، وتنقل مجموعة من البطولات العالمية، تملكها مجموعة بي إن الإعلامية (بالإنجليزية: beIN MEDIA GROUP)‏ وتبث محتواها وبرامجها في منطقة الشرق الأوسط وشمال أفريقيا، وفرنسا، والولايات المتحدة الأمريكية، وكندا، وإندونيسيا، والفلبين، وهونغ كونغ وتايوان وأستراليا وإسبانيا
ففي منطقة الشرق الأوسط تقوم القناة ببث محتواها على 17 قناة. بينما تقوم بتشغيل ثلاث قنوات في فرنسا (بي إن سبورتس 1، وبي إن سبورتس 2، وبي إن سبورتس ماكس)، وأطلقت قناتين في الولايات المتحدة (بالإنجليزية والإسبانية) في أغسطس 2012. كما أطلقت خدمة بث حية عبر الإنترنت في كندا في أكتوبر 2013، والتي أعقبها إطلاق لقناة كاملة في 31 يناير عام 2014، بعد عدة سنوات من التأخير بسبب صعوبة البيئة الرقابية في كندا.[بحاجة لمصدر] وفي أستراليا، حصلت المجموعة على تصريح بالبث بعد شراء الحقوق من قنوات سيتانتا سبورت الأسترالية، وحصلت على حقوق بث حصرية لمنافسات الدوري الإيطالي الممتاز.
بشكل عام تتكون الشبكة من عدة قنوات:
- بي إن سبورت العربية: افتتحت في 1 نوفمبر 2003 ومقرها الدوحة في قطر وهي القناة الرئيسية، وكانت تعرف سابقاً باسم الجزيرة الرياضية.
- بي إن سبورت الفرنسية: افتتحت في 1 يونيو 2012 مقرها باريس في فرنسا.
- بي إن سبورت الكندية: افتتحت في 31 يناير 2014 مقرها تورونتو في كندا.
- بي إن سبورت الأسترالية: افتتحت في 1 نوفمبر 2014.

## تغطيتها
- في الشرق الأوسط وشمال إفريقيا، تمتلك بي إن سبورتس تملك حقوق بث مباريات لعبة كرة القدم منها الدوري السعودي والدوري الإنجليزي الممتاز والدوري الإسباني ودوري الدرجة الأولى الفرنسي، والدوري الألماني، ودوري أبطال أوروبا والدوري الأوروبي وكأس العالم وبطولة أمم أوروبا وغيرها.
- في فرنسا، بي إن سبورتس تملك حقوق بث مباريات لعبة كرة القدم في التلفزيون الفرنسي، بما في ذلك دوري الدرجة الأولى الفرنسي، الدوري الألماني، ودوري أبطال أوروبا وبطولة الأمم الأوروبية لكرة القدم.
- في الولايات المتحدة وكندا، بي إن سبورتس تملك حقوق بث مباريات الدوري الإسباني، والدوري الإيطالي الممتاز، ودوري الدرجة الأولى الفرنسي، وكأس ملك إسبانيا، ودوري البطولة الإنجليزية وتصفيات أمريكا الجنوبية لكرة القدم، بالإضافة إلى قناة نادي برشلونة.[5]
- في إندونيسيا، بي إن سبورتس تملك حقوق بث مباريات الدوري الإيطالي الممتاز، ودوري الدرجة الأولى الفرنسي، والدوري الأميركي الممتاز، ودوري الدرجة الأولي البرازيلي، وبث مباريات الدوري الإنجليزي الممتاز لثلاثة مواسم من 2013/14 إلي 2015/16 بالشراكة مع إم بي وسيلفا.
- في هونغ كونغ، بي إن سبورتس تملك حقوق بث مباريات الدوري الإيطالي الممتاز، ودوري الدرجة الأولى الفرنسي، والدوري الأميركي الممتاز، وكأس رابطة الأندية الإنجليزية المحترفة، وكأس إيطاليا لكرة القدم، وكأس الدوري الفرنسي، بالإضافة إلى قناة نادي ليفربول، وقناة نادي توتنهام وقناة نادي إيه سي ميلان.

## فساد ورشوة
أعلن الادعاء العام في سويسرا فتح تحقيق جنائي بحق السكرتير السابق للفيفا جيروم فالكه والمدير التنفيذي لشبكة «بي إن سبورتس» القطري ناصر الخليفي منح حقوق بث كأس العالم.
وأضاف الادعاء العام أن الشخصين هما محور قضية فساد ورشوة وتزوير.
وقال مكتب المدعي العام السويسري يوم الخميس «يشتبه في أن جيروم فالك قبل امتيازات لم يكن يستحقها من رجل أعمال في قطاع حقوق البث الرياضي فيما له صلة بمنح الحقوق الإعلامية لبطولة كأس العالم أعوام 2018 و2022 و2026 و2030 لدول بعينها، ومن ناصر الخليفي فيما يتصل بمنح الحقوق الإعلامية لدول بعينها فيما يخص كأس العالم عامي 2026 و2030».
وفي مارس/ آذار من 2016، أعلن مكتب المدعي العام السويسري أن هناك شبهة سوء إدارة متعمد ومخالفات أخرى تتعلق بفالك. ونفى فالك ارتكاب أي مخالفات.